# 康坦·菲永·馬耶
康坦·菲永·馬耶（法語：Quentin Fillon Maillet，1992年8月16日—），法國男子冬季兩項運動員，他代表法國隊參加了中國舉行的2022年冬季奧林匹克運動會，並贏得了兩枚金牌。為第一位在單屆冬奧會上獲得五枚獎牌的法國運動員和冬季兩項運動員。他也是2021-2022年冬季兩項世界杯冠軍。

## 外部連結
- 官方网站  （法語）
- 康坦·菲永·马耶在IBU（英语）
- 康坦·菲永·马耶在FIS (cross-country)（英语）
- 康坦·菲永·马耶在Olympics.com（英语）
- 康坦·菲永·马耶在Olympedia（英语）
- 康坦·菲永·马耶在French Olympic and Sports Committee (archived)（法语）
- 康坦·菲永·马耶在Team France（法语）